# Роберт Бернс
Роберт Бернс (енгл. Robert Burns; Аловеј, 25. јануар 1759 − Дамфриз, 21. јули 1796) био је шкотски песник. Аутор је бројних пјесама, политичких текстова и прича.
Његова најпознатија пјесма је Auld Lang Syne, која је постала дио британске традиције. Бернс, који је писао и на матерњем шкотском језику, уз Волтера Скота важи за најзначајније шкотске писце.
Сматра се пиониром романтизма. Након смрти је постао инспирација за осниваче либералног и социјалистичког покрета. У Шкотској и дијаспори важи за културну икону.

## Одабрана дјела
- Auld Lang Syne
- To a Mouse
- A Man's a Man for A' That
- Ae Fond Kiss
- Scots Wha Hae
- Tam O'Shanter
- Halloween
- The Battle of Sherramuir